# Флорис ван Вевелингховен
Флорис ван Вевелингховен (на нидерландски: Floris van Wevelinkhoven, на немски: Florenz von Wevelinghoven; Wevelinkhoven, на латински: Florentius von Wevelinghoven; * ок. 1315; † 4 април 1393, замък Харденберг, провинция Оверейсел, Нидерландия) е епископ на Мюнстер (1364 – 1378) и на Утрехт (1378 – 1393).

## Живот
Той е най-малкият от тримата сина на Фридрих I фон Вевелингховен († 1340) от Северен Рейн-Вестфалия и съпругата му Аделхайд фон Милен († пр. 1324), дъщеря на Вилем ван Милен и Катарина ван Бокстел, наследничка на Милен. Брат е на граф Вилхелм I фон Вевелингховен († сл. 1377), Готфрид, домхер в Кьолн, Хайлвигис, от 1367 до 1388 г. абатиса в манастир „Св. Мариен Юбервасер“. Сестра му Юта ван Вевелингховен е омъжена за Жан/Йохан III фон Зомбрефе († 1354) и е майка на Вилхелм I фон Зомбрефе († 1400).
Флорис ван Вевелингховен първо е домхер в Кьолн до 1354 г. и става под-декан. Той е избран на 24 април 1364 г. от папа Урбан V след Йохан фон Вирнебург за епископ на Мюнстер с помощта на граф Енгелберт III фон Марк. Той създава епископско жилише в двора на катедралата и нова монета, наречена на него „Дер Вевелингховер“.
На 7 ноември 1379 г. той е избран за епископ на Утрехт (в Нидерландия) и напуска Мюнстер.
Вевелингховен е погребан в катедралата „Св. Мартин“ в Утрехт, където в пода днес се намира гробната му плоча.